# K3 (banda de musica)
K3 es un grupo belga-holandés de música pop creado por Niels William. Cuenta con un repertorio de canciones holandesas.
El grupo se llamó así por las iniciales de las integrantes originales, las cantantes belgas, Karen Damen, Kristel Verbeke y Kathleen Aertss. Esta última dejó el grupo en 2009 y fue sustituida por la holandesa Josje Huisman.
El 6 de noviembre de 2015 Karen Damen, Kristel Verbeke y Josje Huisman dejan el grupo y son reemplazadas por Hanne Verbruggen, Marthe De Pillecyn y Klaasje Meijer. La elección de las nuevas integrantes se hizo mediante un concurso de talentos llamado “K3 busca a K3” emitido por el canal holandés SBS6.
El grupo ganó mayor popularidad a través de canales para niños y dibujos animados sin publicitarse por los canales de música habituales como MTV o TMF.
En 2021, Meijer dejó el grupo y luego fue reemplazada por Julia Boschman.

## Historia

### Los comienzos (1998-2002)
En 1999 el grupo participó en el concurso televisivo belga para representar al país en el Festival de la Canción de Eurovisión. La canción con la que participaron “Heyah Mama” no fue bien recibida por uno de los jueces, Marcel Vanthilt, que calificó al grupo como “trozos de carne”. La canción, sin embargo, se convirtió en un éxito musical situándose en el primer puesto en el top 50 flamenco durante 25 semanas. Sus dos siguientes singles también alcanzaron la posición número uno manteniéndose K3 en el top durante un total de 32 semanas consecutivas. Al año aproximadamente de hacerse famoso el grupo en Flandes, también empezó a hacerse conocido en los Países Bajos.
Las canciones de K3 están escritas por Miguel Wiels, Alain Vande Putte y Peter Gillis. 

### Unión con la compañía Studio 100
En 2002 Niels William vendió la banda a Studio 100, una productora de televisión belga de programas infantiles para niños holandeses y belgas. En 2003 el grupo protagonizaba una serie de televisión infantil bajo el nombre de “Het wereld van K3” (El mundo de K3). La serie se emitía en versión flamenca y holandesa. En la actualidad solo perdura la versión holandesa.
En 2004 se estrenaba su película “K3 en de magische mediallon” (K3 y el medallón mágico) que atrajo cerca de 450.000 espectadores. 
Canciones como “Heyah Mama”, Alle Kleuren (Todos los colores), Blub ik ben een vis! (¡Blub soy un pez!), “Tele-Romeo”, “Verliefd” (Enamorado), “De 3 biggetjes” (Los 3 cerditos), “Kusjesdag” (Día de los besos) y “Ya Ya Yippee”, fueron grandes temas para el grupo. K3 ha publicado 9 Álbumes, el octavo, “Ya Ya Yippee”, vendió más de 50000 copias en la preventa y el noveno, “Kusjes” (Besos), cerca de 20000 en la preventa.
El 10 de junio de 2006 con motivo de los 10 años de Studio 100, se celebró una fiesta en Plopsaland, una popular parque de atracciones belga para niños, donde se inauguró el museo K3.
Desde julio de 2007 podemos encontrar sus figuras de cera en el Museo Madame Tussauds de Ámsterdam.
En 2009, después de 10 años con el grupo, Kathleen Aerts dejó la banda y su estatua de cera fue sustituida por la de la nueva integrante.

### Cambio de miembros (2009-10)
A través del canal de televisión belga, VTM, se creó un concurso de talentos para encontrar a la nueva integrante del grupo. El programa se llamó “K2 zoekt K3” (K2 busca K3) y se emitió por primera vez el 23 de agosto de 2009. El 3 de octubre de ese mismo año la holandés Josje Huisman se convertía la nueva integrante de la banda.
El primer tema del reformado grupo, “MaMaSé!” se convirtió en octubre de 2009 Platino. El 23 de noviembre de ese mismo año salió a la venta un nuevo álbum que contenía dos CD. Uno de ellos con canciones viejas que esta vez incluía a Huisman y el segundo con 12 nuevas canciones.

### Éxito (2010-15)
En 2010 grabaron nuevos episodios de su serie (esta vez con Huisman) y también empezaron su propia comedia llamada “Hallo K3” (Hola K3). La primera temporada se emitió por primera vez en otoño de 2010. 
En otoño de 2011 salió su nuevo número “Eyo!”.  Su comedia también renovó por segundo año consecutivo y se emitió en los Países Bajos y Bélgica.
El 12 de diciembre de 2012 se estrenó su cuarta película “K3 Bengeltjes”. Este año también se emitió la tercera temporada de “Hallo K3” que se convertiría en la última temporada emitida.
El 15 de junio de 2013 se estrenó la segunda película con Huisman “K3 Dierenhotel”. El álbum con el mismo nombre salió a la venta a finales de ese mismo año. Del álbum se pueden destacar los temas “Drums gaan boem” y “En ik dans”.
En 2014 apareció el nuevo programa “K3 Kan Het” en el que el grupo hacia realidad los sueños de los niños. Se emitió también una segunda temporada en el año 2015.

### Nuevo K3
El 18 de marzo de 2015 el grupo hizo público se intención de dejar la banda y buscar mediante un programa de televisión “K3 zoekt K3” (K3 busca a K3) sustitutas.
El 6 de noviembre de 2015 las belgas Hanne Verbruggen y Marthe De Pillecelyn, y la holandesa Klaasje Meijer se convirtieron en las nuevas integrantes de K3.
En 2016 salió su primer tema de verano “Ushuaia” que fue un éxito de verano y ganó “Radio 2 Zomerhit 2016”.

## Integrantes

### En la actualidad
- Marthe De Pillecyn nacida en Duffel, Bélgica, en 1996. Es la más joven del grupo y vive con su madre en Kontlich. Interrumpió sus estudios en el instituto Sint-Norbertusinstituut en Duffel para dedicarse por completo a K3. En 2013 participó en la versión belga de Got talent. En 2015 fue una de las ganadoras para reemplazar a las antiguas integrantes de K3.

- Klaasje Meijer nacida en 1995 en Gravenzande, Holanda. Estudió en el conservatorio de Ámsterdam donde compartía habitación con su hermana. Klaasje Meijer toca la flauta travesera y dio clases de música. Ganó en 2015 el concurso K3 busca a K3 y se convirtió en una de las nuevas integrantes del grupo.

- Hanne Verbruggen nació en 1994 en Malinas, Bélgica. Estudió gestión de las comunicaciones. A pesar de provenir de una familia musical su primera vez en el escenario fue en el concurso K3 busca a K3.

### Miembros anteriores
- Karen Damen nacida en 1974 en Amberes, Bélgica, es famosa por ser una de las integrantes originales de K3. Estudió humanidades en la misma ciudad.

- Kristel Verbeke nacida en 1974 en Hamme, Bélgica es conocida por ser una de las integrantes originales de K3. Estudió holandés, historia y economía. Antes de pertenecer a la banda trabajó en un banco. Kristel Verbeke es la mánager del grupo actual.[3]

- Kathleen Aerts nació en 1978 en Geel, Bélgica. También es conocida por ser uno de los miembros originales del grupo. Acabó a finales de los años 90 sus estudios en magisterio. En 2009 Kathleen se salió del grupo y fue sustituida por Josje Huisman.

- Josje Huisman nacida en 1989 en Heusden, Holanda, creció en Steenwijkerwold. A sus 14 se mudó con su familia a Meppel. En 2008 acabó sus estudios en la academia de baile Lucia Marthas en Groninga (Holanda). En 2009 Sustituyó a Kathleen Aerts en el grupo musical K3.

## Discografía
- Parels (1999)
- Alle kleuren (2000)
- Tele-Romeo (2001)
- Verliefd (2002)
- Oya lélé (2003)
- De wereld rond (2004)
- Kuma hé (2005)
- Ya ya yippee (2006)
- Kusjes (2007)
- MaMaSé! (2009)
- Eyo! (2011)
- Engeltjes (2012)
- Loko le (2013)
- 10.000 Luchtballonnen (2015)
- Ushuaia (2016)
- Love Cruise (2017)
- Roller Disco (2018)
- Dromen (2019)
- Dans van de Farao (2020)
- Waterval (2021)
- Vleugels (2022)